# Marcelo Trivelli
Marcelo Ignacio Trivelli Oyarzún (Santiago, 9 de agosto de 1954) es un ingeniero civil industrial y político chileno, intendente de la Región Metropolitana de Santiago entre 2001 y 2005.

## Familia y estudios
Hijo de Hugo Trivelli Franzolini, ministro de Agricultura del Presidente Eduardo Frei Montalva, y de Mercedes Oyarzún Ivanovic.
Estudió en el Saint George's College. En 1978 se tituló de ingeniero civil industrial en la Universidad de Chile. En 1980 recibió el grado de Master In Business Administration (MBA) de la Universidad de Berkeley.
Está casado con Andrea Zondek y es padre de tres hijos.

## Carrera política
El 19 de junio de 1973 fue uno de los 31 detenidos en el allanamiento realizado a la sede del Canal 6 de la Universidad de Chile luego que el gobierno indicara que las transmisiones de dicha estación eran ilegales; dicha situación generó posteriormente una acusación constitucional y la destitución del ministro del Interior, Gerardo Espinoza Carrillo.
En 1990 asumió como asesor personal del Presidente Patricio Aylwin, su tío, razón por la cual le tocó recibir las llaves de La Moneda cuando volvió la democracia al país. Dicho cargo lo desempeñó hasta el último día del gobierno de Aylwin, en marzo de 1994.
En 2002 fue nombrado intendente de la Región Metropolitana de Santiago por el Presidente Ricardo Lagos. Su gestión destaca por haber sido el primero en llamar a concurso público para la selección de los cargos técnico-políticos del gobierno metropolitano.
Cerró definitivamente el vertedero de Lepanto el 27 de abril de 2002, pese a la presión que imponían algunos grupos. El cierre de Lepanto motivó que los parlamentarios de la Alianza interpusieron una acusación constitucional que no fue aprobada.[cita requerida]
Ese mismo año enfrentó el bloqueo de la ciudad por parte de la locomoción colectiva. Trivelli tuvo que hacer frente a una acción planeada entre los empresarios microbuseros los que pretendían paralizar la ciudad con  el fin de evitar nuevas licitaciones. Ese mismo día presentó una demanda por Ley de Seguridad del Estado en contra de los dirigentes de la locomoción colectiva. En pocas horas, las calles fueron despejadas y se normalizó el tránsito.[cita requerida]
También implementó el Plan de Seguridad Capital en 2004 que logró rebajar los delitos de alta connotación pública en un 50 % en el centro histórico de Santiago,[cita requerida] y desarrolló la estrategia regional "Santiago ciudad de clase mundial", que logró posicionar a Santiago como la "Mejor ciudad para hacer negocios" el 2004, en todo Latinoamérica. En (2008), Santiago se ubicaba en la tercera posición del ranking.
Ese mismo año, y tras una negociación interna entre los partidos de la Concertación, tuvo que ceder su lugar en la candidatura a alcalde por Santiago al -en ese entonces- PPD Jorge Schaulsohn, quien finalmente perdió el enfrentamiento de ese año ante Raúl Alcaíno. Al año siguiente dejó su cargo como intendente para liderar la campaña de la precandidata presidencial Soledad Alvear a la elección primaria de la Concertación, la cual finalmente fue retirada a favor de Michelle Bachelet.
Fue elegido vicepresidente nacional del PDC el 13 de diciembre de 2008, cargo al que renunció el 8 de junio de 2009. Después de esto apoyó la candidatura de Marco Enríquez-Ominami, renunciando a su partido. Fue candidato a diputado por el distrito 12 (Quilpué, Olmué, Limache y Villa Alemana) en la V Región, por la lista Nueva Mayoría para Chile que encabeza el abanderado presidencial Enríquez-Ominami, no siendo electo. Luego pasó a militar en el Partido Progresista, colectividad fundada por el mismo expostulante a La Moneda.
Fue candidato a consejero regional por la circunscripción Santiago II en las elecciones de 2013, pero no resultó elegido.
En 2018 confirmó su alejamiento total de la política y manifestó su distancia con Enríquez-Ominami. Se trasladó al ámbito privado como presidente del directorio de la Fundación Semilla.

## Historial electoral

### Elecciones parlamentarias 2009
- Elecciones parlamentarias de 2009, candidato a diputado por el distrito 12 (Quilpué, Olmué, Limache y Villa Alemana)[7]

| Candidato                              | Pacto                                            | Partido | Votos  | %     | Resultado |
| -------------------------------------- | ------------------------------------------------ | ------- | ------ | ----- | --------- |
| Arturo Squella Ovalle                  | Coalición por el Cambio                          | UDI     | 29.774 | 24,77 | Diputado  |
| Amelia Herrera Silva                   | Coalición por el Cambio                          | RN      | 29.670 | 24,68 |           |
| Marcelo Schilling Rodríguez            | Concertación y Juntos podemos por más democracia | PS      | 23.849 | 19,84 | Diputado  |
| Marcelo Trivelli Oyarzún               | Nueva Mayoría para Chile                         | ILC     | 17.347 | 14,43 |           |
| Rodrigo Eduardo Oliver Varas           | Concertación y Juntos podemos por más democracia | PRSD    | 14.842 | 12,34 |           |
| Martin Ristempart Soto                 | Nueva Mayoría para Chile                         | PH      | 2.595  | 2,15  |           |
| Flavio Castillo Castillo               | Chile Limpio. Vote Feliz                         | PRI     | 1.084  | 0,90  |           |
| Milovan Andro Pablo Kegevic Bustamante | Chile Limpio. Vote Feliz                         | PRI     | 1.036  | 0,86  |           |